# جاي أو. بيلي
جاي أو. بيلي (بالإنجليزية: J. O. Bailey)‏ هو صحفي أمريكي، ولد في 12 أغسطس 1903، وتوفي في 1979.